# Homeless Home
 (juillet 2025).
Pour plus de détails, voir Fiche technique et Distribution.
Homeless Home est un film d'animation de court métrage franco-espagnol réalisé par Alberto Vazquez Rico et sorti en 2020.

## Fiche technique
- Titre original : Homeless Home
- Réalisation : Alberto Vazquez Rico
- Scénario : Alberto Vázquez
- Décors :
- Costumes :
- Animation : Khris Cembe, MCarmen Cambrils, Pamela Poltronieri, Diego Porral et Roc Espinet
- Photographie :
- Montage : Laurent Blot
- Musique : Victor García
- Son :
- Producteur : Nicolas Schmerkin, Annabel Sebag et Iván Minambres
- Sociétés de production : Autour de minuit et Uniko Estudio Creativo
- Société de distribution : Autour de minuit
- Pays d'origine :  France et  Espagne
- Langue originale : espagnol
- Format : noir et blanc
- Genre : Animation
- Durée : 15 minutes
- Dates de sortie :
  - France : 15 juin 2020 (Annecy 2020)

## Distribution
- Sonia Méndez : la petite sorcière
- David Perdomo : le monstre et le prêtre noir
- Alberto Rolán : l'orc
- Kandido Uranga : le démon
- Sandra Lesta : la femme fantasmée
- Ramón Barea : le nécromancien
- Alberto Vázquez : la sale bête et l'enfant fantasmé
- Miguel Canalejo : le squelette

## Distinctions
- 2020 : Prix du jury pour un court métrage du festival international du film d'animation d'Annecy